# Peperuda

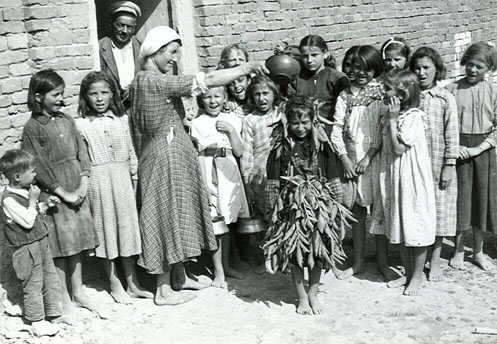
Peperuda na bułgarskiej wsi, lata 50. XX wieku

Peperuda (z bułg. motyl) – bułgarski rytuał ludowy związany z modłami o deszcz, prawdopodobnie związany pierwotnie z kultem Perperuny (dzisiaj praktykowany w okresie Wielkanocy). Młode dziewczęta po ozdobieniu się kwiatami i zielenią wybierają jedną spośród siebie na „motyla”. Dziewczęta tańczą i śpiewają, prosząc o deszcze w każdym domu, a „motyl” jest skrapiany wodą. 